# Antheridium

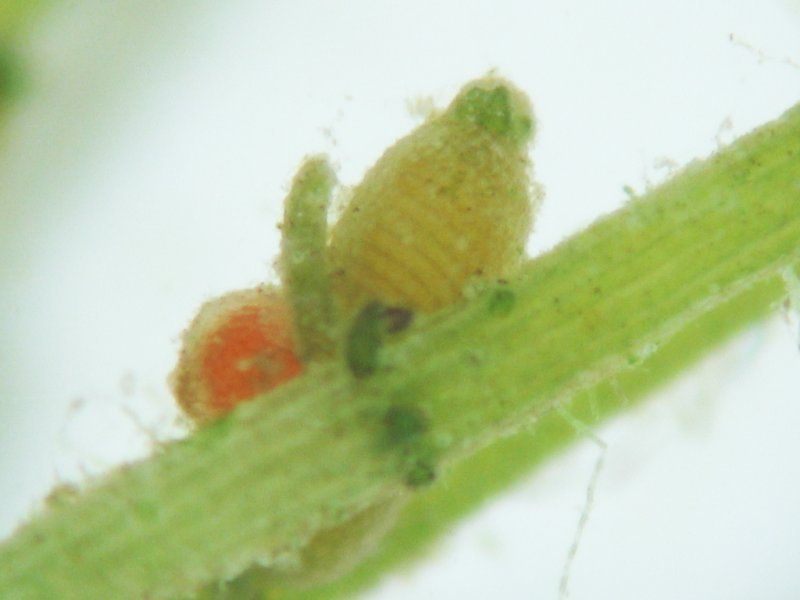
Antheridium (rot) und Oogon (rechts daneben) der Armleuchteralge Chara contraria

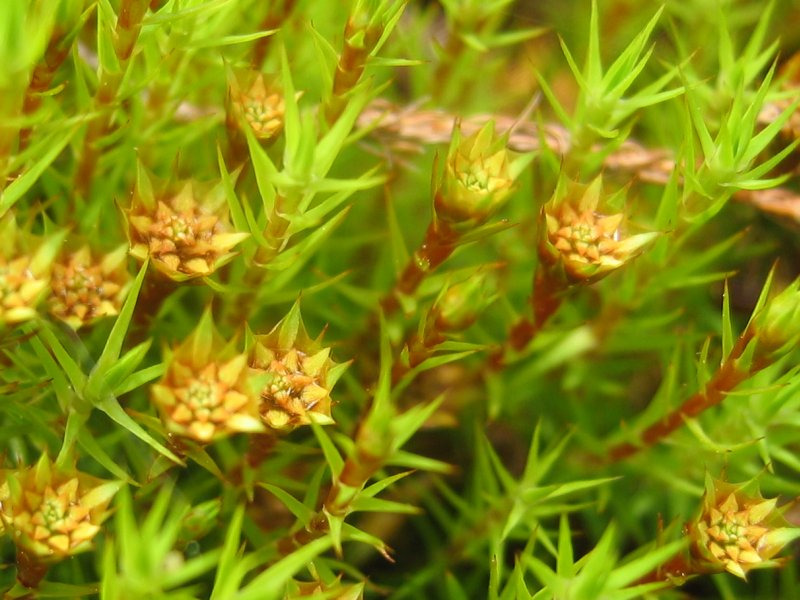
Antheridien des Mooses Polytrichum strictum

Das Antheridium (Plural: Antheridien; von griechisch antheros „blühend“) ist ein Begriff aus der Botanik: Es ist das männliche Gametangium (Sexualorgan) bei kryptogamen Pflanzen wie Moosen, Farnen, Bärlappgewächsen und bestimmten Algen sowie Pilzen. In ihm werden die beweglichen Spermatozoiden gebildet, die anschließend in den weiblichen Geschlechtsorganen, den Archegonien bzw. Oogonien, die Eizellen befruchten. Bei landlebenden Moosen ist für die Übertragung zum Archegonium Wasser notwendig. Dazu können die Spermatozoiden kurze Strecken in einem Wassertropfen zum Archegonium schwimmen, von dem sie chemotaktisch angelockt werden. Bei zweihäusigen Pflanzen können auch größere Strecken zurückgelegt werden, indem Regentropfen auftreffen und so das spermatozoidhaltige Wasser auf die weiblichen Pflanzen gespritzt wird. Bei den landlebenden Moos- und Farnpflanzen besitzen die Antheridien eine äußere Zellschicht aus sterilen Zellen; diese fehlt den Antheridien der wasserlebenden Algen.
Bei den Samenpflanzen (Spermatophyta) ist das Antheridium auf die generative Zelle des Pollenkorns reduziert.